# 加埃勒
加埃勒（法語：Gaël，法語發音：[ɡaɛl]）是法国伊勒-维莱讷省的一个市镇，位于该省西部，属于雷恩区。

## 地理
加埃勒（48°7'56"N, 2°13'17"W）面积52.1 平方千米，位于法国布列塔尼大區伊勒-维莱讷省，该省份为法国西北部沿海省份，位于布列塔尼半岛东部，北濒大西洋，西接阿摩尔滨海省和莫尔比昂省，南至大西洋卢瓦尔省，西南端接曼恩-卢瓦尔省，东临马耶讷省，东北与芒什省接壤。
与加埃勒接壤的市镇（或旧市镇、城区）包括：莫龙、孔科雷、圣莱里、米埃勒、大圣梅昂、圣奥南拉沙佩勒、伊利福、默河畔洛斯库埃特。

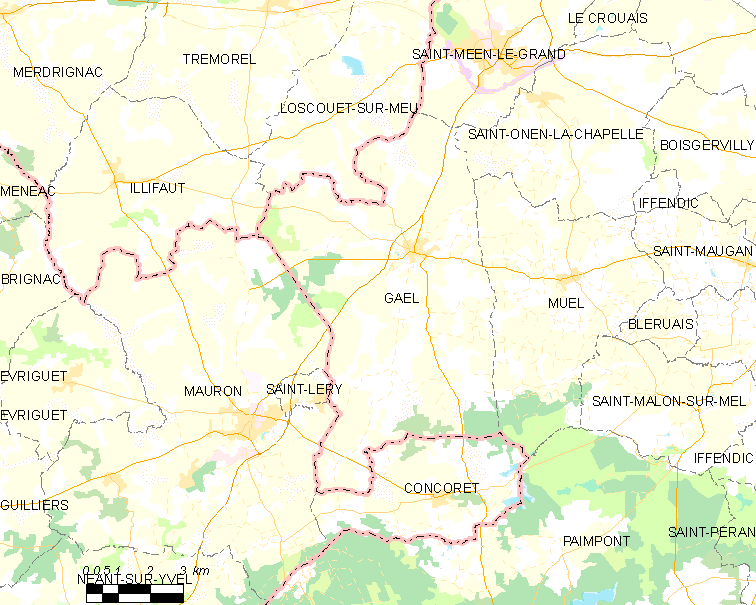
加埃勒的OSM定位图

加埃勒的时区为UTC+01:00、UTC+02:00（夏令时）。

## 行政
加埃勒的邮政编码为35290，INSEE市镇编码为35117。

## 政治
加埃勒所属的省级选区为布列塔尼地区蒙托邦县。

## 人口

1962-2008年间加埃勒人口变化图示

加埃勒于2022年1月1日时的人口数量为1617人。